# Alibiphonomat

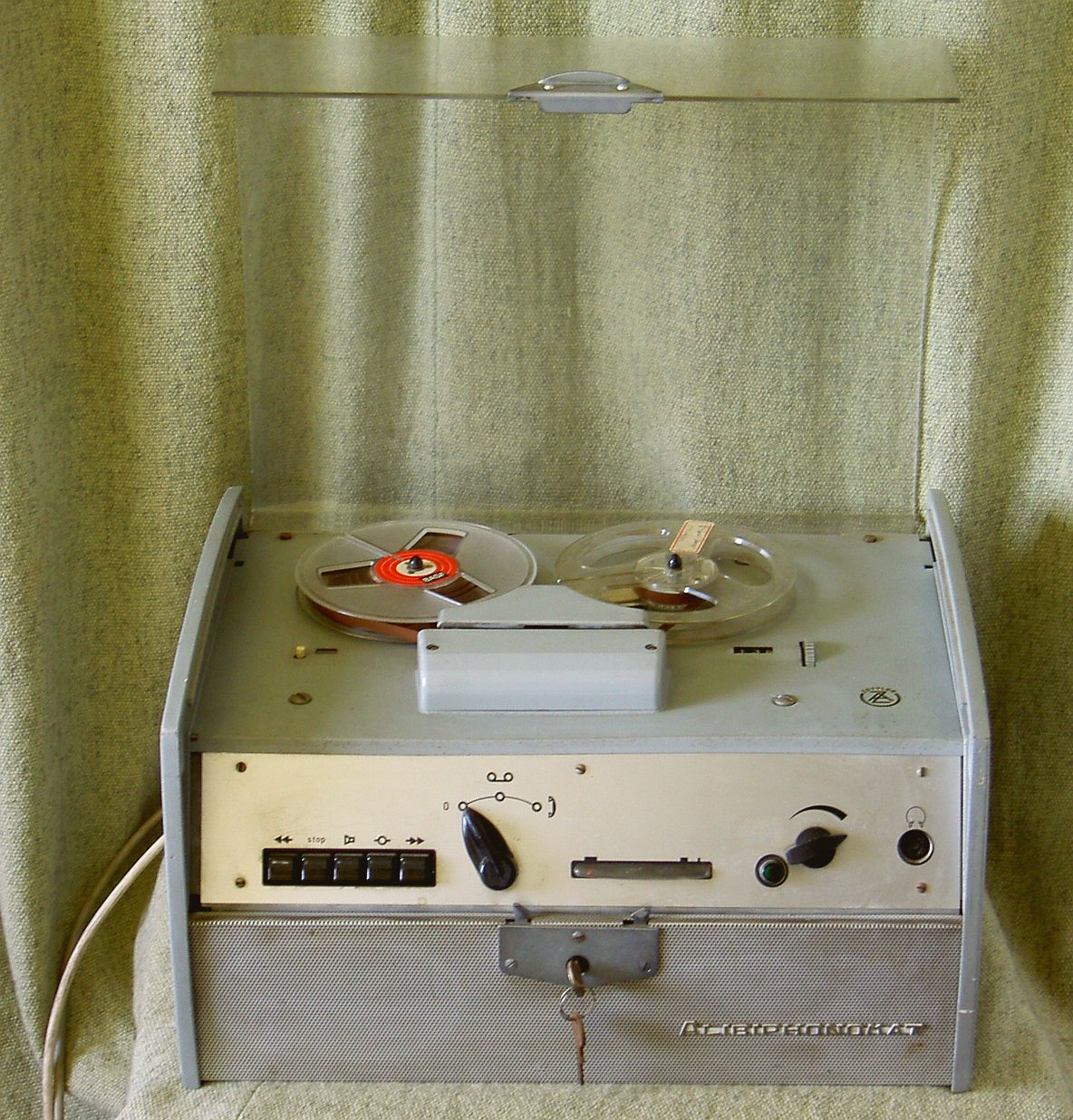
Alibiphonomat mit Tonband

Der Alibiphonomat war einer der ersten Telefon-Anrufbeantworter. Er kam 1957 auf den Markt, hergestellt durch die Firma Willy Müller.
Er bestand aus zwei Teilen:
- einem Magnetplattengerät, welches man ans Telefon anschließen konnte und das dem Anrufenden einen zuvor aufgezeichneten Text, der auch jederzeit wieder neu aufgesprochen werden konnte, durchgab
- einem „Untersatz“, der mit dem Magnetplattengerät mittels zweier Stecker und Schrauben verbunden war. An diesen Untersatz konnte man ein Tonbandgerät anschließen, das die Nachrichten der Anrufer aufzeichnete.

Spätere Modelle wurden u. a. von der Fa. Zettler hergestellt (siehe Abbildung) und verwendeten Magnetbänder.